# Tyranneau à ailes jaunes
Tolmomyias flavotectus
Pour les articles homonymes, voir Platyrhynque à miroir (homonymie).
Espèce
Synonymes
- Tolmomyias assimilis flavotectus[1]

Statut de conservation UICN

 LC  : Préoccupation mineure
Tolmomyias flavotectus est une espèce de passereaux de la famille des Tyrannidae,,. La Commission internationale des noms français des oiseaux (Coinfo) n'a pas d'entrée concernant cette espèce, mais Avibase le nomme Tyranneau à ailes jaunes. Le site oiseaux.net le nomme Platyrhynque à miroir. Toutefois, la Coinfo réserve le nom de Platyrhynque à miroir à l'espèce Tolmomyias assimilis, dont Tolmomyias flavotectus était une sous-espèce avant d'acquérir le statut d'espèce à part entière à la suite des travaux de Ridgely & Greenfield en 2001 et de Hilty en 2003.

## Distribution
Cet oiseau vit de l'est du Costa Rica à l'ouest de la Colombie et au nord-ouest de l'Équateur,,.

## Systématique
Cette espèce est monotypique selon la classification de référence du Congrès ornithologique international (version 9.1, 2019).